# Velkoadmirál

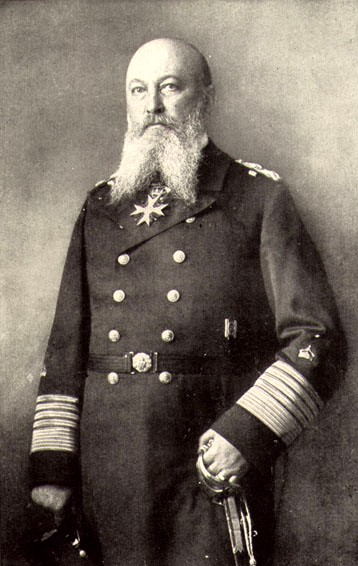
Velkoadmirál Německého námořnictva Alfred von Tirpitz (1911)

Velkoadmirál je historická námořní hodnost, která označuje nejvyššího velitele loďstva daného státu s výjimkou prezidenta či jiné hlavy státu, která bývá většinou, i když jen formálním, vrchním velitelem ozbrojených sil.

## Francie
V době obnovení moci rodu Bourbonů ve Francii, byla hodnost velkoadmirála rovna hodnosti maršála v pozemním vojsku.

## Německo
V německém námořnictvu byla hodnost Großadmiral ekvivalentem Admiral of the Fleet v britském Royal Navy nebo Fleet Admiral v USA. Hodnost Großadmiral byla založena v roce 1901 a stejně jako maršál pozemního vojska byl držitel hodnosti Großadmiral oprávněn nosit maršálskou hůl.
Držiteli titulu Großadmiral v německém námořnictvu byli:

### První světová válka
- německý císař Vilém II. (1901)
- švédský král Oskar II. (1901)
- Hans von Koester (28. červen 1905)
- Albert Vilém Jindřich Pruský (4. září 1909)
- Alfred von Tirpitz (27. leden 1911)
- Henning von Holtzendorff (31. květen 1918)

### Druhá světová válka
- Erich Raeder, datum udělení 1. duben 1939
- Karl Dönitz, datum udělení 30. leden 1943, hodnost udělil Adolf Hitler poté, co byl odvolán jeho předchůdce Erich Raeder.